# 公共株式会社
公共株式会社（こうきょうかぶしきがいしゃ、ロシア語: Публичное или Открытое акционерное общество, ロシア語ラテン翻字: Publichnoye ili Otkrytoye Aktsionernoye Obshchestvo、ロシア語略称：ПАО / ОАО、英語略称：PJSC / OJSC）は以前のソビエト連邦を継いだ国々、特にロシア連邦において株主が株主の権利を行使できるようにした株式会社の一種である。

## 概要
以前は「企業及び企業活動法」（1990年12月施行）があったが、ペレストロイカ後に「株式会社法」(1995年12月施行)、「民法典」（第96条〜第104条、1996年3月施行）制定により「公開株式会社」（ロシア語: ОАО）が設定された。 2014年の法改正以降は「公共株式会社」（ロシア語: ПАО、「公共」は公共企業体ではなく「公開」の意味）と名称を変更している。
多くの国有または地方政府有企業が公共株式会社へ移行したが、それですぐ株式市場で株が自由に公開されている訳ではなく、ロシアの公共株式会社はいまだ国または地方政府が株を100パーセント所有しているのも多い。

## ロシアでの公共株式会社の例
- ロシア鉄道、ヤクート鉄道など
- ルスナノ (Rusnano)
- アエロフロート・ロシア航空
- チャンネル1
- ルスギドロ
- ロシア貯蓄銀行
- ガスプロム
- ロスネフチ
- ロステレコム (Rostelecom)
- トランスネフチ (Transneft)
- ルクオイル
- トランスマシュ
- スヴャジインベスト (傘下に中央テレコム、シビリテレコムなど)
- モスクワ市電話網 (Moscow City Telephone Network)
- ヴィンペルコム (VimpelKom)
- 統一航空機製造会社
- スホーイ社
- モスエネルゴ (Mosenergo)
- モスクワ証券取引所
- ノヴォリペツク鉄鋼　(Novolipetsk Steel)
- ノリリスク・ニッケル
- マグニト (Magnit)
- カラシニコフ社 (Kalashnikov Concern)

など。

## 参照項目
- 公開会社#ロシア
- ロシアの企業一覧
- 国有企業#ロシア
- ロシアの企業形態 (Types of business entity in Russia)
- ロシアにおける組織の法的地位 (List of legal entity types in Russia)
- ベラルーシにおける組織の法的地位 (List of legal entity types in Belarus)